# 京都府道366号塔下弓削線
京都府道366号塔下弓削線（きょうとふどう366ごう とうしもゆげせん）は、京都府京都市右京区を通る一般府道である。

## 概要
京都市右京区京北塔町から京都市右京区京北下弓削町に至る。
この付近の大動脈であり、生活道路である2つの国道を結ぶ。

### 路線データ
- 起点：京都市右京区京北塔町（塔交差点、国道477号交点）
- 終点：京都市右京区京北下弓削町（国道162号交点）

## 地理

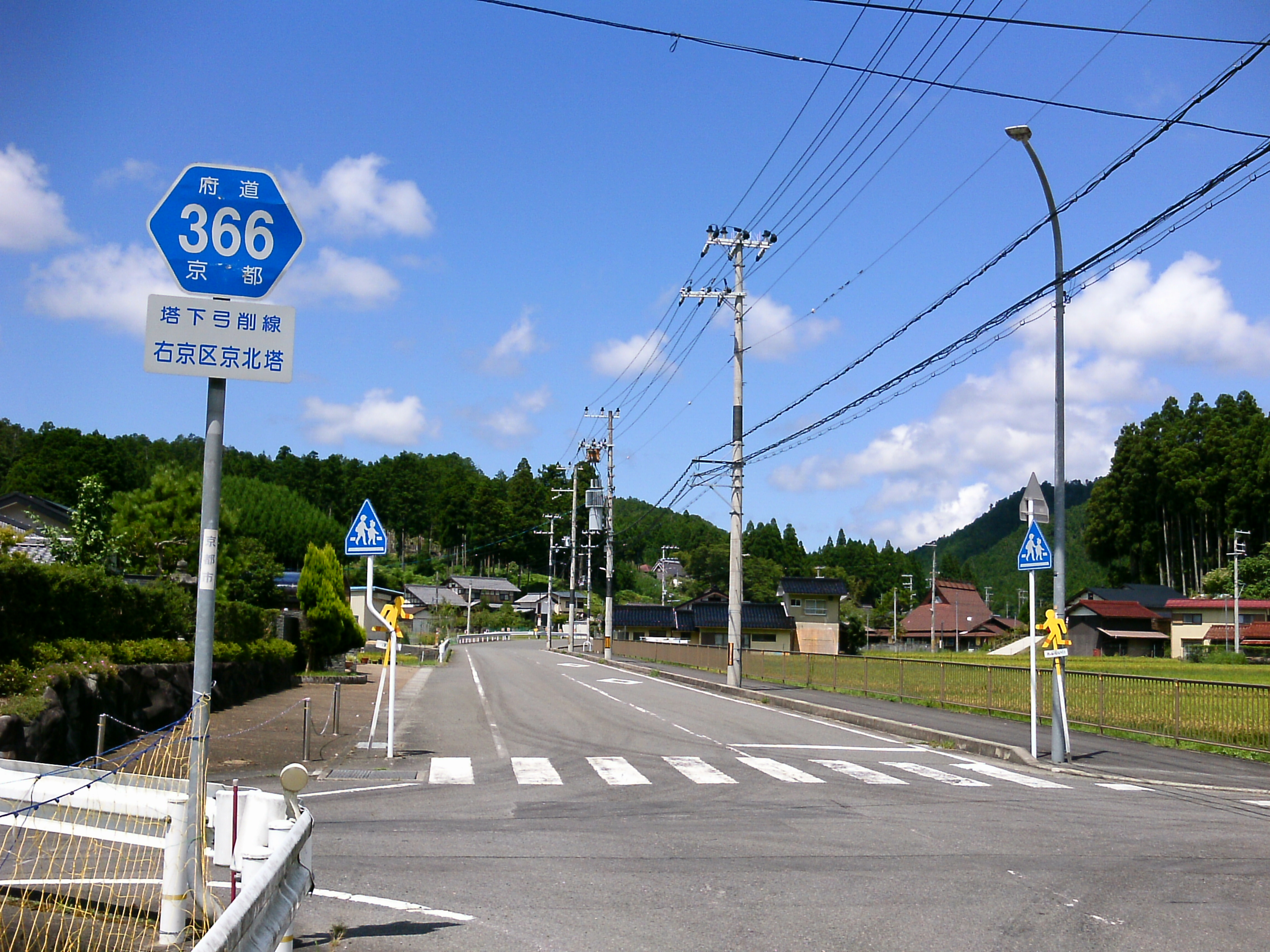
京都府道366号塔下弓削線

### 通過する自治体
- 京都市（右京区）

### 交差する道路
| 交差する道路         | 交差する場所 | 交差する場所    |
| -------------------- | ------------ | --------------- |
| 国道477号            | 京北塔町     | 塔交差点 / 起点 |
| 清水谷林道           | 京北塔町     |                 |
| 国道162号 / 周山街道 | 京北下弓削町 | 終点            |

### 沿線
- 山国護国神社
- 三明院

### 峠
- 狭間峠（京都市右京区）